# Plumbon (Limpung)
Plumbon is een bestuurslaag in het regentschap Batang van de provincie Midden-Java, Indonesië. Plumbon telt 1931 inwoners (volkstelling 2010).